# Heidelinde Weis

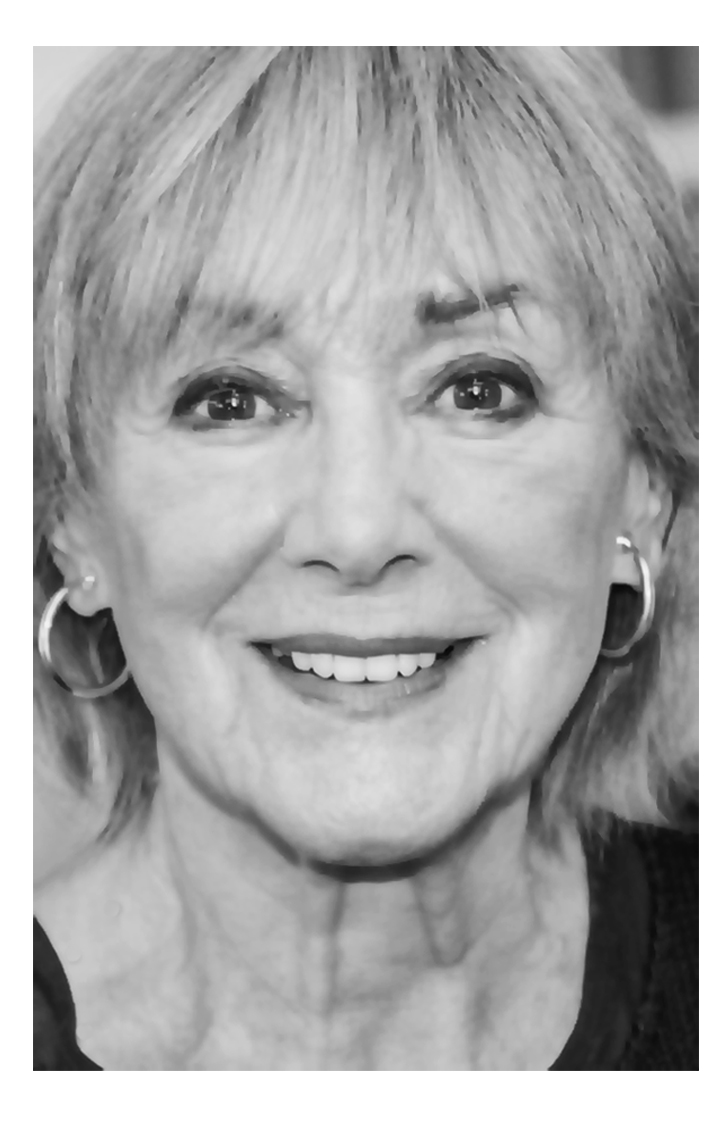
Heidelinde Weis (2020)

Heidelinde Weis (bürgerlich Heidelinde Duna; * 17. September 1940 in Villach in Österreich; † 24. November 2023 ebenda) war eine österreichisch-deutsche Schauspielerin, Regisseurin und Chansonsängerin. Ab 1959 spielte sie in zahlreichen Bühneninszenierungen. 1964 wurde sie als Titelheldin in Michael Pfleghars Kriminalfilm Die Tote von Beverly Hills bekannt. Von 1960 bis 2015 stand sie in rund 115 Film- und Fernsehproduktionen vor der Kamera.

## Leben
Heidelinde Weis wurde 1940 in Kärnten als Tochter eines kaufmännischen Angestellten geboren. Sie besuchte die Handelsschule und spielte als 14-Jährige an der Schulbühne die Titelrolle in einer Adaption des Märchens Hans im Glück. Weis absolvierte ihre Schauspielausbildung in den Jahren 1957/58 am Max-Reinhardt-Seminar in Wien (zusammen mit Erika Pluhar).
Weis war von 1960 bis zu dessen Tod 1998 mit dem Theaterproduzenten Hellmuth Duna verheiratet und ging häufig mit dessen Schaubühne auf Tournee. Durch die langjährige Krankheit ihres Ehemannes, der von ihr gepflegt wurde, war sie Mitte der 1980er Jahre beruflich weniger aktiv. Als junge Frau saß sie wegen Multipler Sklerose zeitweise im Rollstuhl. Trotz schwerer Erkrankungen arbeitete sie später weiter in Film-, Fernseh- und Rundfunkproduktionen. Nebenbei engagierte sie sich bei karitativen Organisationen und in Produktionen, die vor allem im Zusammenhang mit ihren eigenen Erkrankungen standen. Im März 2016 wurde bekannt, dass Weis an Blasenkrebs erkrankt war. Im August 2016 wurde ihre Genesung vermeldet. 2022 erschien ihre Autobiografie, Das Beste kommt noch. Heidelinde Weis starb im November 2023 im Landeskrankenhaus Villach im Alter von 83 Jahren an Herzversagen. Sie ruht im Familiengrab auf dem Zentralfriedhof von Villach.

## Werk

### Theater
Nach Abschluss ihrer Schauspielausbildung gehörte Heidelinde Weis in der Spielzeit 1959/60 zum festen Ensemble am Theater in der Josefstadt in Wien. Von 1962 bis 1981 gab sie Gastspiele u. a. am Theater am Kurfürstendamm in Berlin, in Hamburg, Düsseldorf und am Theater in der Brienner Straße in München. Besonders erfolgreich war sie in Colombe von Jean Anouilh, aber auch als Isabella in Maß für Maß und als Olivia in Was ihr wollt überzeugte sie Publikum und Kritik. Bei den Salzburger Festspielen verkörperte sie 1976 Rosetta in Leonce und Lena und 1978 die Gräfin in Der tolle Tag oder Figaros Hochzeit. 1998 führte sie Regie bei der Inszenierung des Bühnenstücks Nächstes Jahr, gleiche Zeit mit Heiner Lauterbach.

### Film und Fernsehen
Ihr Kinodebüt gab Weis 1959 in dem Spielfilm Ich heirate Herrn Direktor, in dem sie eine strebsame Stenotypistin darstellte. Bekannt wurde sie 1964 als Titelheldin in Michael Pfleghars Kriminalfilm Die Tote von Beverly Hills. Anschließend wirkte sie in mehreren Folgen der Lausbubengeschichten-Filmreihe nach Ludwig Thoma mit. In der Historienfilmkomödie Liselotte von der Pfalz übernahm sie die Titelrolle. Ende der 1960er Jahre verlagerte sich ihre Arbeit zunehmend zum Fernsehen, nachdem sie bereits während ihrer Schauspielausbildung ab 1958 erste Fernsehauftritte in der Rolle der Tochter Gerda in der Live-Serie Familie Leitner des österreichischen Fernsehens gehabt und 1963 an der Seite von Claus Biederstaedt die Titelrolle in der zwanzigteiligen Fernsehserie Meine Frau Susanne gespielt hatte.
Im Jahr 1971 hatte sie unter der Regie von Wilhelm Semmelroth eine Doppelrolle in dem dreiteiligen WDR-Fernsehfilm Die Frau in Weiß, der Verfilmung eines Romans von Wilkie Collins. Neben Gastauftritten in Krimiserien wie Der Kommissar, Der Alte, Derrick und Ein Fall für zwei spielte sie 1982 in der Fernsehproduktion Die Erbin und 1984 unter der Regie von Rolf von Sydow in Abgehört. In der Fernsehserie Die Schwarzwaldklinik übernahm sie in den ersten sieben Folgen die Rolle der Ärztin Dr. Elena Bach, die bei einem Autounfall tödlich verunglückte.
In späteren Jahren war Weis in Rosamunde-Pilcher- und Utta-Danella-Verfilmungen, Fernsehreihen wie Pfarrer Braun und Das Traumhotel sowie weiteren deutschsprachigen Fernsehproduktionen zu sehen. 2010 besetzte sie Andi Niessner in einer tragenden Rolle als kauzige Tante Margret Pollard in der Literaturverfilmung Die grünen Hügel von Wales. 2012 spielte sie an der Seite von Wayne und Howard Carpendale die Hamburger Werfteigentümerin Maria Sieveking in Peter Sämanns Filmdrama Lebe dein Leben.
Darüber hinaus war sie als Sprecherin an Hörspielproduktionen beteiligt.

### Chanson
Von Mitte der 1970er Jahre an war Heidelinde Weis auch als Chansoninterpretin erfolgreich, wobei sie unter anderem mit Kristian Schultze zusammenarbeitete. 1975 veröffentlichte sie unter dem Titel So sing ich ihre erste Langspielplatte mit selbstgetexteten Liedern, für die sie mit dem Deutschen Schallplattenpreis ausgezeichnet wurde. Es folgten die Musikalben So ein Narr bin ich (1976) und Aber Träume hatt’ ich viel (1979).
1983 trat sie in der Münchner Lach- und Schießgesellschaft mit dem Programm Lieder über die Liebe oder was man dafür hält und Rosa und schwarze Lieder auf. 1981 gab sie mit Kristian Schultze, dem Gitarristen Sigi Schwab und dem Flötisten Chris Hinze ein Konzert im Rahmen des Festivals Carinthischer Sommer.

## Filmografie

### Kino
- 1960: Ich heirate Herrn Direktor
- 1964: Die Tote von Beverly Hills
- 1964: Die Festung
- 1964: Lausbubengeschichten
- 1964: Erzähl mir nichts
- 1965: Mädchen hinter Gittern
- 1965: Serenade für zwei Spione
- 1965: Tante Frieda – Neue Lausbubengeschichten
- 1966: Liselotte von der Pfalz
- 1966: Onkel Filser – Allerneueste Lausbubengeschichten
- 1966: …und Scotland Yard schweigt (The Man Outside)
- 1967: Der Lügner und die Nonne
- 1967: Wenn Ludwig ins Manöver zieht
- 1970: Something for Everyone
- 1980: Das Fräulein (Gospodjica)

### Fernsehen
- 1960–1961: Familie Leitner (Fernsehserie, 2 Folgen)
- 1961: Mary Rose
- 1963: Die Probe oder Die bestrafte Liebe
- 1963: Was ihr wollt
- 1963: Detective Story
- 1963: Der Geisterzug
- 1963: Meine Frau Susanne (Fernsehserie, 20 Folgen)
- 1963: Die kleinste Schau der Welt
- 1964: Zwei Herren aus Verona
- 1964: Die Reise um die Erde
- 1964: Eurydike
- 1964: Zweierlei Maß
- 1965: Colombe
- 1965: Der seidene Schuh (Mini-Serie, 4 Teile)
- 1965: Antigone
- 1967: Der Paukenspieler (Miniserie, Teil 2)
- 1968: Die Geschichte von Vasco
- 1968: Othello
- 1969: Jean der Träumer
- 1969: Liebe gegen Paragraphen
- 1969: Ein Dorf ohne Männer
- 1970: Dem Täter auf der Spur (Fernsehserie, Folge 4×03 Froschmänner)
- 1970: Die Marquise von B. (Zweiteiler)
- 1971: Die Frau in Weiß (Dreiteiler)
- 1971: Hallo, wer dort?
- 1972: Der Kommissar (Fernsehserie, Folge 4x02 Die Tote im Park)
- 1973: Diamantenparty
- 1973: Vabanque
- 1974: Nie wieder Mary
- 1975: Eine Frau zieht ein
- 1976–1998: Derrick (Fernsehserie, 3 Folgen)
- 1977–2002: Der Alte (Fernsehserie, 4 Folgen)
- 1978: Eifersucht
- 1978: Ein Sommertagstraum
- 1979: Wo die Liebe hinfällt
- 1979: … es ist die Liebe (TV)
- 1981: Colombe
- 1981: Die Gerechten
- 1982: Die Erbin (Washington Square)
- 1982: Der Heuler
- 1983: Die Krimistunde (Fernsehserie, Folge 8 Der vergessene Hund)
- 1984: Funkeln im Auge
- 1984: Abgehört
- 1984, 1992: Ein Fall für zwei (Fernsehserie, Folgen 4x07–4x09, 12x05)
- 1984: Geld oder Leben
- 1985: In Amt und Würden
- 1985: Die Schwarzwaldklinik (Fernsehserie, Folgen 1x01–1x07)
- 1986: Quadrille
- 1986: Das Traumschiff – Thailand
- 1986: Acht Stunden Zeit
- 1986: Spätes Erröten
- 1987: Die selige Edwina Black
- 1987: Der elegante Hund (Miniserie, Folge 3 Man tanzt wieder Tango)
- 1987: Flohr und die Traumfrau
- 1987–1990: Das Erbe der Guldenburgs (Fernsehserie, 20 Folgen, nur Synchronstimme)
- 1988: Alte Zeiten
- 1989: Umwege nach Venedig
- 1990: Kann ich noch ein bißchen bleiben?
- 1990: Falsche Spuren
- 1991: Ausgetrickst
- 1991: Auf der Suche nach Salome (Sechsteiler)
- 1992: Eine phantastische Nacht
- 1993: Eurocops (Fernsehserie, Folge 6x05 Flamingo)
- 1993: Das Traumschiff – Südafrika
- 1993: Rosamunde Pilcher: Stürmische Begegnung
- 1993: Nervenkrieg
- 1994: Gabriellas Rache
- 1995: Ein Richter zum Küssen
- 1995: Drei in fremden Kissen
- 1996: Faust (Fernsehserie, Folge 2x04 Nachtwache)
- 1996: Drei in fremden Betten
- 1996: Wir Königskinder
- 1997: Haus der Vergeltung
- 1997: Ein Mord für Quandt (Fernsehserie, Folge 1x12 Die Schlinge)
- 1999: Am Anfang war der Seitensprung
- 2000: Nicht mit uns
- 2001: Am Anfang war die Eifersucht
- 2001: Sommerwind
- 2003: Lotti auf der Flucht
- 2002: In der Mitte eines Lebens (Dreiteiler)
- 2003: Drei unter einer Decke
- 2003: Fliege kehrt zurück
- 2004: Rosamunde Pilcher – Liebe im Spiel
- 2004: Fliege hat Angst
- 2005: Neue Freunde, neues Glück
- 2005: Heirate meine Frau
- 2006: Typisch Sophie (Fernsehserie, Folge 2x03 Auf Treu und Glauben)
- 2006: Glück auf vier Rädern
- 2006: Lilly Schönauer – Liebe hat Flügel
- 2008: Ein Ferienhaus auf Ibiza
- 2008: Liebe für Fortgeschrittene
- 2008: SOKO 5113 (Fernsehserie, Folge 34x05 Endstation Hoffnung)
- 2008: Das Traumschiff – Vietnam
- 2008: Utta Danella – Wenn Träume fliegen
- 2009: Nichts als Ärger mit den Männern
- 2009: Vorzimmer zur Hölle
- 2010: Die grünen Hügel von Wales
- 2011: Pfarrer Braun – Altes Geld, junges Blut
- 2011: Utta Danella – Wachgeküsst
- 2011: Das Glück ist ein Kaktus
- 2011: Vorzimmer zur Hölle – Streng geheim!
- 2012: Das Traumhotel – Brasilien
- 2012: Lebe dein Leben
- 2015: Weißblaue Geschichten – Die Partykönigin

## Hörspiele (Auswahl)
- 1975: Unterschlupf (nach Freda Langton Smith, aus dem Englischen von Clemens Badenberg) (als Tammy), Regie: Peter M. Preissler
- 1977: Pelleas und Melisande (von Helmut Peschina nach Pelléas et Mélisande von Maurice Maeterlinck) (als Melisande), Regie: Hans Krendlesberger
- 1977: Ein kleiner Totentanz (von Ingeborg Drewitz) (als die Mutter), Regie: Hans Krendlesberger
- 1977: Gestatten, mein Name ist Cox: Mord ist strafbar (von Rolf und Alexandra Becker) (als Margit Simmons), Regie: Heiner Schmidt
- 1978: Wer weiß, was noch kommt (von Max Kruse) (als Dr. Melanie Ferry), Regie: Dieter Hasselblatt
- 1978: R.U.R. – Rossum’s Universal Roboter (nach Karel Čapek) (als Helene Glory), Regie: Heiner Schmidt
- 1979: Der Computer-Computer (von Eva Maria Mudrich) (als Frau Brückner), Regie: Heiner Schmidt
- 1979: Paracelsus (nach Arthur Schnitzler) (als Justina), Regie: Dieter Hasselblatt
- 1982: Othello (nach William Shakespeare) (als Desdemona), Regie: Hans Hausmann
- 1982: Das Haus hinter der Kirche (nach Gilles Costaz) (als Maggi), Regie: Klaus Wirbitzky
- 1983: Herbst (nach James Saunders) (als Kate), Regie: Hans Hausmann
- 1983: Die Selbstmörderin (von Dorothea Macheiner) (als die Frau), Regie: Arno Patscheider
- 2012: Das kleine Mädchen mit den Schwefelhölzern (nach Hans Christian Andersen), Beitrag zum Hörbuch „Mutmachmärchen für Frauen mit Brustkrebs“

## Auszeichnungen
- 1976: Goldener Bildschirm[20]
- 1976: Deutscher Schallplattenpreis
- 1977: Goldene Kamera
- 1982: Großes Goldenes Ehrenzeichen des Landes Kärnten
- 2000: Kulturpreis der Stadt Villach